# Dobrije
Dobrije este o localitate din comuna Ravne na Koroškem, Slovenia, cu o populație de 78 de locuitori.